# Broughton Island, Nunavut (Qikiqtarjuaq)
Broughton Island är en ö öster om Baffinön i Kanada.   Den ligger i territoriet Nunavut, i den östra delen av landet, 2 600 km norr om huvudstaden Ottawa. Arean är 130 kvadratkilometer.
Terrängen på Broughton Island är lite kuperad. Öns högsta punkt är 580 meter över havet. Den sträcker sig 17,5 kilometer i nord-sydlig riktning, och 13,2 kilometer i öst-västlig riktning.
På Broughton Island finns samhället Qikiqtarjuaq, tidigare benämnt Broughton Island, och flygplatsen Qikiqtarjuaq Airport.
Trakten runt Broughton Island består i huvudsak av gräsmarker. Runt Broughton Island är det mycket glesbefolkat, med 4 invånare per kvadratkilometer.